# Arachnothera flavigaster
Arachnothera flavigaster е вид птица от семейство Nectariniidae.

## Разпространение
Видът е разпространен в Бруней, Индонезия, Малайзия, Тайланд и Виетнам.